# Economia do terrorismo
A economia do terrorismo é um ramo da economia dedicado ao estudo do terrorismo. Envolve o uso das ferramentas da análise econômica para analisar questões relacionadas ao terrorismo, como o vínculo entre educação, pobreza e terrorismo, o efeito das condições macroeconômicas na frequência e qualidade do terrorismo, os custos econômicos do terrorismo e a economia do combate ao terrorismo.  O campo também se estende à economia política do terrorismo, que procura responder a perguntas sobre o efeito do terrorismo nas preferências dos eleitores e na política partidária.
Uma pesquisa examinou extensivamente a relação entre economia e terrorismo, mas tanto estudiosos quanto formuladores de políticas têm se esforçado para chegar a um consenso sobre o papel que a economia desempenha na causa do terrorismo e como exatamente considerações econômicas podem ser úteis na compreensão e no combate ao terrorismo.

## Introdução

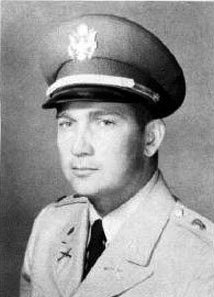
Luis Posada e CORU são amplamente considerados responsáveis pelo bombardeio de 1976 de um avião cubano que matou 73 pessoas.

O estudo da economia do terrorismo remonta a um estudo de 1978 de William Landes, que conduziu uma pesquisa sobre o que atuava como impedimentos eficazes para seqüestros de aviões. Olhando para as tendências de seqüestro de aeronaves nos EUA entre 1961 e 1976, Landes descobriu que a redução no número de seqüestros após 1972 estava associada à introdução de sistemas de triagem obrigatórios, ao aumento da chance de apreensão e de penalidades criminais mais severas. Ele previu que se a triagem obrigatória não estivesse em vigor e se a probabilidade de apreensão permanecesse igual ao valor de 1972, haveria entre 41 e 67 seqüestros adicionais entre 1973 e 1976.
Desde o ataque ao World Trade Center, houve muito mais contribuições empíricas e teóricas que ajudaram a expandir o campo. Notavelmente, Alan Krueger e Jitka Maleckova publicaram um artigo em 2003 que concluiu haver pouca relação entre pobreza e terrorismo, em contraste com conhecimento popular após o 11 de setembro.

### Definição de terrorismo
Tanto acadêmicos quanto políticos têm tido dificuldade em concordar com uma definição universal de terrorismo. Um especialista em terrorismo afirma que "o estudante de terrorismo é confrontado com centenas de definições na literatura". No entanto, durante esse período, estudiosos dedicados ao estudo da economia do terrorismo convergiram para uma definição padrão usada com frequência para pesquisa econômica. Muitos se baseiam na definição empregada pelo Departamento de Estado dos EUA e é usado principalmente porque usa linguagem que evita frases que criam ambiguidade na classificação, como "frequentemente" e "especialmente".

"O termo 'terrorismo' significa violência premeditada e motivada politicamente, perpetrada contra alvos não combatentes por grupos subnacionais ou agentes clandestinos, geralmente destinados a influenciar uma audiência." Departamento de Estado dos EUA (Título 22 do Código dos EUA, Seção 2656 (d))

## Pobreza, Educação e Terrorismo
Em um estudo de 2003, a revisão das evidências fornece poucas razões para otimismo de que uma redução na pobreza ou um aumento no nível educacional reduziria significativamente o terrorismo internacional. Qualquer conexão entre pobreza, educação e terrorismo é indireta.

### Pobreza e terrorismo
Por muitos anos, o senso comum era que a pobreza e a ignorância (ou seja, falta de educação) eram a causa raiz da atividade terrorista. Essa opinião já foi defendida por políticos nos Estados Unidos e importantes autoridades internacionais, incluindo George W. Bush, Bill Clinton, Tony Blair, Shimon Peres, James Wolfensohn, Elie Wiesel e a especialista em terrorismo Jessica Stern.
"Lutamos contra a pobreza porque a esperança é uma resposta ao terror" George W. Bush, Ex-Presidente dos Estados Unidos (2002)
"De um lado, estão as forças do terror e do extremismo, que se ocultam na retórica da religião e do nacionalismo. Essas forças de reação se alimentam de desilusão, pobreza e desespero". Bill Clinton, Ex-Presidente dos Estados Unidos (1994)
"Os dentes do dragão do terrorismo são plantados no solo fértil de erros não corrigidos, de disputas deixadas a apodrecer por anos ou até décadas de estados falidos, pobreza e privação" Tony Blair, ex-primeiro ministro do Reino Unido (2001)
"Temos que nos preocupar com a geração jovem e com a educação, para que nem a pobreza nem a ignorância continuem alimentando o fundamentalismo" Shimon Peres, Ex-Primeiro Ministro de Israel (1993)
"A guerra contra o terrorismo não será vencida até que tenhamos enfrentado o problema da pobreza e, portanto, as fontes de descontentamento" James Wolfensohn, Ex-Presidente do Banco Mundial (2001)
"A educação é o caminho para eliminar o terrorismo" Elie Wiesel, ganhadora do Prêmio Nobel da Paz de 1986 (2001)
"Temos uma participação no bem-estar de outras pessoas e precisamos dedicar uma prioridade muito maior à saúde, educação e desenvolvimento econômico, ou novos Osamas continuarão surgindo" Jessica Stern, professora na Universidade de Harvard e autora de "The Ultimate Terrorists" (2001)